# Arsén Fadzayev
Arsén Suleimanovich Fadzayev (en ruso: Арсен Сулейманович Фадзаев; Chikolá, 30 de mayo de 1962) es un deportista uzbeco que compitió para la Unión Soviética en lucha libre; dos veces campeón olímpico, seis veces campeón mundial y cuatro veces campeón europeo.

## Trayectoria
Participó en tres Juegos Olímpicos de Verano, obteniendo en total dos medallas de oro, en Seúl 1988 y Barcelona 1992, ambas en la categoría de 68 kg, y el decimotercer lugar en Atlanta 1996, en la misma categoría.
Ganó siete medallas en el Campeonato Mundial de Lucha entre los años 1983 y 1991, y cuatro medallas en el Campeonato Europeo de Lucha entre los años 1984 y 1988.
Cursó estudios superiores en el Instituto Estatal de Cultura Física de Uzbekistán y en la Universidad Estatal de Osetia del Norte. Sirvió para las Fuerzas Armadas Soviéticas y completó su formación militar en la Policía Fiscal con el grado de coronel.
Entre 1993 y 1996 fue entrenador del equipo nacional ruso de lucha libre. Posteriormente, se dedicó a la política, fue diputado del Parlamento de la República de Osetia del Norte-Alania, diputado de la Duma Estatal en la cuarta (2003-2007) y quinta (2007-2011) legislaturas y senador de la Federación de Rusia por la República de Osetia del Norte-Alania entre 2017 y 2022.
Fue galardonado con la Orden de la Insignia de Honor (1985), la Orden de la Amistad de los Pueblos (1988) y la Orden de la Bandera Roja del Trabajo (1989). En 2003 fue elegido miembro del Salón de la Fama de la Federación Internacional de Luchas Asociadas (FILA).

## Palmarés internacional
| Representando a la URSS           |                            |                  |           |
| Juegos Olímpicos                  |                            |                  |           |
| Año                               | Lugar                      | Medalla          | Categoría |
| 1988                              | Seúl (Corea del Sur)       | Medalla de oro   | 68 kg     |
| Campeonato Mundial                |                            |                  |           |
| Año                               | Lugar                      | Medalla          | Categoría |
| 1983                              | Kiev (URSS)                | Medalla de oro   | 68 kg     |
| 1985                              | Budapest (Hungría)         | Medalla de oro   | 68 kg     |
| 1986                              | Budapest (Hungría)         | Medalla de oro   | 68 kg     |
| 1987                              | Clermont-Ferrand (Francia) | Medalla de oro   | 68 kg     |
| 1989                              | Martigny (Suiza)           | Medalla de plata | 74 kg     |
| 1990                              | Tokio (Japón)              | Medalla de oro   | 68 kg     |
| 1991                              | Varna (Bulgaria)           | Medalla de oro   | 68 kg     |
| Campeonato Europeo                |                            |                  |           |
| Año                               | Lugar                      | Medalla          | Categoría |
| 1984                              | Jönköping (Suecia)         | Medalla de oro   | 68 kg     |
| 1985                              | Leipzig (RDA)              | Medalla de oro   | 68 kg     |
| 1987                              | Veliko Tarnovo (Bulgaria)  | Medalla de oro   | 68 kg     |
| 1988                              | Mánchester (Reino Unido)   | Medalla de oro   | 68 kg     |
| Representando al Equipo Unificado |                            |                  |           |
| Juegos Olímpicos                  |                            |                  |           |
| Año                               | Lugar                      | Medalla          | Categoría |
| 1992                              | Barcelona (España)         | Medalla de oro   | 68 kg     |